# Campeonato Africano das Nações de 2008
O Campeonato Africano das Nações de 2008, também denominada de MTN Campeonato Africano das Nações por motivos de patrocínio, abreviadamente ou CAN, foi a 26ª edição do Campeonato Africano das Nações, disputa em Gana. A competição reuniu 16 países entre 20 de janeiro a 10 de fevereiro de 2008. Gana obteve o direito de sediar o torneio após vencer por 9 a 3 a Líbia em votação no Comitê Executivo da Confederação Africana de Futebol. A África do Sul, a terceira candidata, desistiu de sediar a competição após ser confirmada como sede da Copa do Mundo FIFA de 2010.
O Egito conquistou o sexto título em sua história (segundo consecutivo) ao derrotar a seleção de Camarões por 1–0 na final, gol de Mohamed Aboutreika. A equipe representou a África (CAF) na Copa das Confederações FIFA de 2009.

## Sedes oficiais
| Acra                       | Kumasi                       | Acra Kumasi Tamale Sekondi-Takoradi | Tamale                                | Sekondi-Takoradi                       |
| Estádio Desportivo de Acra | Estádio Desportivo Baba Yara | Acra Kumasi Tamale Sekondi-Takoradi | Estádio Desportivo Alhaji Aliu Mahama | Estádio Desportivo de Sekondi-Takoradi |
| Capacidade: 40 000         | Capacidade: 40 528           | Acra Kumasi Tamale Sekondi-Takoradi | Capacidade: 21 017                    | Capacidade: 20 000                     |
|                            |                              | Acra Kumasi Tamale Sekondi-Takoradi |                                       |                                        |

## Bola oficial
A bola utilizada para a competição foi a  Wawa Aba, produzida pela alemã Adidas, que é também a primeira bola oficial para uma edição do competição continental.
O nome é sinónimo de persistência na África Ocidental, onde o Wawa Aba é a semente da árvore Waba. De acordo com a cultura Akan, um grupo étnico da região, a Wawa Aba tem um significado místico: a não desmoralizar quando algo corre mal, a aproveitar todas as oportunidades de êxito e de ser forte, a adaptação a cada situação.
O estilo do desenho é semelhante ao da Teamgeist utilizada na Copa do Mundo de 2006, mas com as cores da bandeira nacional do Gana (vermelho, amarelo e verde) e decorações alusivas a alguns elementos clássicos da cultura africana.

## Eliminatórias
As equipes inscritas nas eliminatórias foram divididas em 12 grupos. Todos os campeões de grupo mais os três melhores segundo colocados dos grupos de 4 equipes (grupo 1 contou com apenas três equipes) classificaram-se a Copa. Gana classificou-se automaticamente por ser o país-sede. As eliminatórias foram disputados entre 2 de setembro de 2006 e 13 de outubro de 2007.

## Equipas qualificadas
| grupo A grupo B | grupo C grupo D |

Os países correspondentes às 16 selecções qualificadas para a CAN 2008:
grupo A
grupo B
grupo C
grupo D

- Gana -- País organizador, 16ª participação (4 títulos)
- Costa do Marfim -- vencedores Grupo 1, 17ª participação (1 título)
- Egito -- vencedores Grupo 2, 21ª participação (5 títulos)
- Nigéria -- vencedores Grupo 3, 15ª participação (2 títulos)
- Sudão -- vencedores Grupo 4, 7ª participação (1 título)
- Camarões -- vencedores Grupo 5, 15ª participação (4 títulos)
- Angola -- vencedores Grupo 6, 4ª participação
- Senegal -- vencedores Grupo 7, 11ª participação
- Guiné -- vencedores Grupo 8, 9ª participação
- Mali -- vencedores Grupo 9, 5ª participação
- Namíbia -- vencedores Grupo 10, 2ª participação
- Zâmbia -- vencedores Grupo 11, 13ª participação
- Marrocos -- vencedores Grupo 12, 13ª participação (1 título)
- Tunísia -- 2º lugar Grupo 1, 13ª participação (1 título)
- Benim -- 2º lugar Grupo 1, 2ª participação
- África do Sul -- 2º lugar Grupo 1, 7ª participação (1 título)

## Sorteio de grupos
O sorteio para o torneio teve lugar em 19 de Outubro de 2007. As dezasseis equipas foram divididas em quatro potes, de acordo com os seus desempenhos nas edições anteriores da prova. Gana, como anfitrião, foi automaticamente colocado na primeira posição do Grupo A. O Egito, campeão da edição anterior, foi colocado na primeira posição do Grupo C. Cada grupo é formado por quatro equipas.
| Grupo A                            | Grupo B                                           | Grupo C                                 | Grupo D                            |
| ---------------------------------- | ------------------------------------------------- | --------------------------------------- | ---------------------------------- |
| - Gana - Egito - Nigéria - Tunísia | - Camarões - Costa do Marfim - Marrocos - Senegal | - Guiné - Mali - África do Sul - Zâmbia | - Angola - Benim - Namíbia - Sudão |

## Equipe de arbitragem
Foram selecionados 16 árbitros e 16 árbitros auxiliares para o torneio, incluindo dois do Japão e uma da Coreia do Norte. Estes foram os principais árbitros selecionados:
| - ALG Mohamed Benouza - CMR Devine Evehe - JPN Yuichi Nichimura - MAR Abderrahim El Arjoun | - RSA Jerome Damon - TOG Kokou Djaoupe - TUN Kacem Bennaceur - ALG Djamel Haimoudi | - BEN Coffi Codjia - GAM Modou Sowe - GHA Alex Cotey - MLI Koman Coulibaly | - SEN Badara Diatta - SEY Eddy Maillet - UGA Muhamed Ssegonga - ZIM Kenias Marange |

## Primeira fase
|  | Zona de classificação à fase final                   |
|  | Seleções sem hipóteses de classificação à fase final |

### Critérios de desempate
Quando duas ou mais equipas no final da fase de grupos tiverem o mesmo número de pontos, a sua classificação é determinada pelos seguintes critérios:
1. pontos ganhos nos jogos entre as equipas em questão;
2. diferença de golos nos jogos entre as equipas em questão;
3. número de golos marcados nos jogos do grupo entre as equipas em questão;
4. diferença de golos em todos os jogos grupo;
5. número de golos marcados em todos os jogos grupo;
6. pontuação de Fair Play com base nos cartões amarelo e vermelho;
7. ordem do sorteio

#### Grupo A
| Pos | Selecção | Pts | J | V | E | D | GP | GC | SG |
| --- | -------- | --- | - | - | - | - | -- | -- | -- |
| 1   | Gana     | 9   | 3 | 3 | 0 | 0 | 5  | 1  | +4 |
| 2   | Guiné    | 4   | 3 | 1 | 1 | 1 | 5  | 5  | 0  |
| 3   | Marrocos | 3   | 3 | 1 | 0 | 2 | 7  | 6  | +1 |
| 4   | Namíbia  | 1   | 3 | 0 | 1 | 2 | 2  | 7  | -5 |

| 20 de Janeiro | Gana                          | 2 – 1     | Guiné        | Estádio Desportivo de Acra, Acra          |
| 17:00         | A. Gyan 55' (P) · Muntari 90' | Relatório | Kalabane 65' | Público: 35,000 Árbitro: SEY Eddy Maillet |

| 21 de Janeiro | Namíbia      | 1 – 5     | Marrocos                                           | Estádio Desportivo de Acra, Acra         |
| 15:00         | Brendell 24' | Relatório | Alloudi 1', 5', 28' · Sektioui 40' (P) · Zerka 74' | Público: 2,000 Árbitro: CMR Devine Evehe |

| 24 de Janeiro | Guiné                                | 3 – 2     | Marrocos                        | Estádio Desportivo de Acra, Acra          |
| 17:00         | Feindouno 11' 63' (P) · Bangoura 59' | Relatório | Aboucherouane 60' · Ouaddou 90' | Público: 15,000 Árbitro: RSA Jerome Damon |

| 24 de Janeiro | Gana      | 1 – 0     | Namíbia | Estádio Desportivo de Acra, Acra             |
| 19:30         | Agogo 41' | Relatório |         | Público: 45,000 Árbitro: TUN Kacem Bennaceur |

| 28 de Janeiro | Gana                     | 2 – 0     | Marrocos | Estádio Desportivo de Acra, Acra        |
| 17:00         | Essien 26' · Muntari 44' | Relatório |          | Público: 40,000 Árbitro: GAM Modou Sowe |

| 28 de Janeiro | Guiné     | 1 – 1     | Namíbia      | Estádio Desportivo de Sekondi-Takoradi, Sekondi-Takoradi |
| 17:00         | Youla 62' | Relatório | Brendell 80' | Árbitro: UGA Muhamed Ssegonga                            |

#### Grupo B
| Pos | Selecção        | Pts | J | V | E | D | GP | GC | SG |
| --- | --------------- | --- | - | - | - | - | -- | -- | -- |
| 1   | Costa do Marfim | 9   | 3 | 3 | 0 | 0 | 8  | 1  | +7 |
| 2   | Nigéria         | 4   | 3 | 1 | 1 | 1 | 2  | 1  | +1 |
| 3   | Mali            | 4   | 3 | 1 | 1 | 1 | 1  | 3  | -2 |
| 4   | Benim           | 0   | 3 | 0 | 0 | 3 | 1  | 7  | -6 |

| 21 de Janeiro | Nigéria | 0 – 1     | Costa do Marfim | Estádio Desportivo de Sekondi-Takoradi, Sekondi-Takoradi |
| 17:00         |         | Relatório | Kalou 66'       | Público: 16,000 Árbitro: ALG Mohamed Benouza             |

| 21 de Janeiro | Mali            | 1 – 0     | Benim | Estádio Desportivo de Sekondi-Takoradi, Sekondi-Takoradi |
| 19:45         | Kanouté 49' (P) | Relatório |       | Público: 11,000 Árbitro: RSA Jerome Damon                |

| 25 de Janeiro | Costa do Marfim                                  | 4 – 1     | Benim          | Estádio Desportivo de Sekondi-Takoradi, Sekondi-Takoradi |
| 17:00         | Drogba 40' · Touré 44' · Keïta 53' · Dindane 63' | Relatório | Omotoyossi 90' | Público: 13,000 Árbitro: ZIM Kenias Marange              |

| 25 de Janeiro | Nigéria | 0 – 0     | Mali | Estádio Desportivo de Sekondi-Takoradi, Sekondi-Takoradi |
| 19:30         |         | Relatório |      | Público: 16,000 Árbitro: MAR Abderrahim El Arjoun        |

| 29 de Janeiro | Nigéria                | 2 – 0     | Benim | Estádio Desportivo de Sekondi-Takoradi, Sekondi-Takoradi |
| 17:00         | Mikel 53' · Yakubu 85' | Relatório |       | Árbitro: TUN Kacem Bennaceur                             |

| 29 de Janeiro | Costa do Marfim                   | 3 – 0     | Mali | Estádio Desportivo de Acra, Acra |
| 17:00         | Drogba 9' · Zoro 54' · Sanogo 86' | Relatório |      | Árbitro: SEY Eddy Maillet        |

#### Grupo C
| Pos | Selecção | Pts | J | V | E | D | GP | GC | SG |
| --- | -------- | --- | - | - | - | - | -- | -- | -- |
| 1   | Egito    | 7   | 3 | 2 | 1 | 0 | 8  | 3  | +5 |
| 2   | Camarões | 6   | 3 | 2 | 0 | 1 | 10 | 5  | +5 |
| 3   | Zâmbia   | 4   | 3 | 1 | 1 | 1 | 5  | 6  | -1 |
| 4   | Sudão    | 0   | 3 | 0 | 0 | 3 | 0  | 9  | -9 |

| 22 de Janeiro | Egipto                                   | 4 – 2     | Camarões             | Estádio Desportivo Baba Yara, Kumasi    |
| 17:00         | Abd Rabo 14' (P), 82' · Zidan 17', 45+3' | Relatório | Eto'o 51', 90+2' (P) | Público: 42,000 Árbitro: GAM Modou Sowe |

| 22 de Janeiro | Sudão | 0 – 3     | Zâmbia                                     | Estádio Desportivo Baba Yara, Kumasi       |
| 19:30         |       | Relatório | Chamanga 2' · Mulenga 50' · F. Katongo 59' | Público: 35,000 Árbitro: SEN Badara Diatta |

| 26 de Janeiro | Camarões                                             | 5 – 1     | Zâmbia         | Estádio Desportivo Baba Yara, Kumasi          |
| 17:00         | Geremi 27' · Job 31' 83' · Emana 44' · Eto'o 65' (P) | Relatório | C. Katongo 89' | Público: 10,000 Árbitro: JPN Yuichi Nichimura |

| 26 de Janeiro | Egipto                             | 3 – 0     | Sudão | Estádio Desportivo Baba Yara, Kumasi      |
| 19:30         | Hosni 34' (P) · Aboutreika 78' 83' | Relatório |       | Público: 15,000 Árbitro: BEN Coffi Codjia |

| 30 de Janeiro | Egipto   | 1 – 1     | Zâmbia         | Estádio Desportivo Baba Yara, Kumasi |
| 17:00         | Zaki 15' | Relatório | C. Katongo 89' | Árbitro: MLI Koman Coulibaly         |

| 22 de Janeiro | Camarões                                  | 3 – 0     | Sudão | Estádio Desportivo Alhaji Aliu Mahama, Tamale |
| 17:00         | Eto'o 27' (P) 90+2' · Ali Khider 33' (GC) | Relatório |       | Árbitro: TOG Kokou Djaoupe                    |

#### Grupo D
| Pos | Selecção      | Pts | J | V | E | D | GP | GC | SG |
| --- | ------------- | --- | - | - | - | - | -- | -- | -- |
| 1   | Tunísia       | 5   | 3 | 1 | 2 | 0 | 5  | 3  | +2 |
| 2   | Angola        | 5   | 3 | 1 | 2 | 0 | 4  | 2  | +2 |
| 3   | Senegal       | 2   | 3 | 0 | 2 | 1 | 4  | 6  | -2 |
| 4   | África do Sul | 2   | 3 | 0 | 2 | 1 | 3  | 5  | -2 |

| 23 de Janeiro | Tunísia               | 2 – 2     | Senegal                       | Estádio Desportivo Alhaji Aliu Mahama, Tamale |
| 17:00         | Jemâa 9' · Traoui 82' | Relatório | Bayal Sall 45+1' · Kamara 66' | Público: 12,000 Árbitro: JPN Yuichi Nichimura |

| 23 de Janeiro | África do Sul   | 1 – 1     | Angola      | Estádio Desportivo Alhaji Aliu Mahama, Tamale |
| 19:30         | van Heerden 87' | Relatório | Manucho 29' | Público: 15,000 Árbitro: MLI Koman Coulibaly  |

| 27 de Janeiro | Senegal         | 1 – 3     | Angola                       | Estádio Desportivo Alhaji Aliu Mahama, Tamale |
| 17:00         | Diagne-Faye 20' | Relatório | Manucho 50' 67' · Flávio 78' | Público: 10,000 Árbitro: ALG Mohamed Benouza  |

| 27 de Janeiro | Tunísia                       | 3 – 1     | África do Sul | Estádio Desportivo Alhaji Aliu Mahama, Tamale |
| 19:30         | Santos 8' 34' · Ben Saada 32' | Relatório | Mphela 87'    | Público: 15,000 Árbitro: TOG Kokou Djaoupe    |

| 31 de Janeiro | Tunísia | 0 – 0     | Angola | Estádio Desportivo Alhaji Aliu Mahama, Tamale |
| 17:00         |         | Relatório |        | Árbitro: BEN Coffi Codjia                     |

| 31 de Janeiro | Senegal    | 1 – 1     | África do Sul   | Estádio Desportivo Baba Yara, Kumasi |
| 17:00         | Camara 37' | Relatório | van Heerden 13' | Árbitro: GHA Alex Cotey              |

## Fase final
|  | Quartas de final                  | Quartas de final        |                        |                 | Semifinais     | Semifinais     |  |  | Final                   | Final |
|  |                                   |                         |                        |                 |                |                |  |  |                         |       |
|  | 3 de fevereiro – Acra             |                         |                        |                 |                |                |  |  |                         |       |
|  |                                   |                         |                        |                 |                |                |  |  |                         |       |
|  | Gana                              | 2                       |                        |                 |                |                |  |  |                         |       |
|  | Gana                              | 2                       | 7 de fevereiro – Acra  |                 |                |                |  |  |                         |       |
|  | Nigéria                           | 1                       |                        |                 |                |                |  |  |                         |       |
|  | Nigéria                           | 1                       | Gana                   | 0               |                |                |  |  |                         |       |
|  | 4 de fevereiro – Tamale           |                         | Gana                   | 0               |                |                |  |  |                         |       |
|  |                                   | Camarões                | 1                      |                 |                |                |  |  |                         |       |
|  | Tunísia                           | Camarões                | 1                      | 2               |                |                |  |  |                         |       |
|  | Tunísia                           |                         | 10 de fevereiro – Acra | 2               |                |                |  |  |                         |       |
|  | Camarões                          | 3                       |                        |                 |                |                |  |  |                         |       |
|  | Camarões                          | 3                       | Camarões               | 0               |                |                |  |  |                         |       |
|  | 4 de fevereiro – Kumasi           |                         | Camarões               | 0               |                |                |  |  |                         |       |
|  |                                   | Egito                   | 1                      |                 |                |                |  |  |                         |       |
|  | Egito                             | Egito                   | 1                      | 2               |                |                |  |  |                         |       |
|  | Egito                             | 7 de fevereiro – Kumasi |                        | 2               |                |                |  |  |                         |       |
|  | Angola                            | 1                       |                        |                 |                |                |  |  |                         |       |
|  | Angola                            | 1                       | Egito                  | 4               | Terceiro lugar | Terceiro lugar |  |  |                         |       |
|  | 3 de fevereiro – Sekondi-Takoradi |                         | Egito                  | 4               | Terceiro lugar | Terceiro lugar |  |  |                         |       |
|  |                                   | Costa do Marfim         | 1                      |                 |                |                |  |  |                         |       |
|  | Costa do Marfim                   | Costa do Marfim         | 1                      | 5               | Gana           | 4              |  |  |                         |       |
|  | Costa do Marfim                   |                         |                        | 5               | Gana           | 4              |  |  |                         |       |
|  | Guiné                             | 0                       |                        | Costa do Marfim | 2              |                |  |  |                         |       |
|  | Guiné                             | 0                       |                        |                 | 2              |                |  |  |                         |       |
|  |                                   |                         |                        |                 |                |                |  |  | 9 de fevereiro – Kumasi |       |
|  |                                   |                         |                        |                 |                |                |  |  |                         |       |

### Quartas de final
| 3 de fevereiro | Gana                     | 2 – 1     | Nigéria           | Estádio Desportivo de Acra, Acra             |
| 17:00          | Essien 45+2' · Agogo 84' | Relatório | Yakubu 37' (pen.) | Público: 45,000 Árbitro: ALG Mohamed Benouza |

| 3 de fevereiro | Costa do Marfim                                       | 5 – 0     | Guiné | Estádio Desportivo de Sekondi-Takoradi, Sekondi-Takoradi |
| 20:30          | Keïta 25' · Drogba 70' · Kalou 72', 81' · B. Koné 86' | Relatório |       | Público: 20,000 Árbitro: ALG Djamel Haimoudi             |

| 4 de fevereiro | Egito                       | 2 – 1     | Angola      | Estádio Desportivo Baba Yara, Kumasi          |
| 17:00          | Hosny 23' (pen.) · Zaki 38' | Relatório | Manucho 27' | Público: 40,000 Árbitro: JPN Yuichi Nichimura |

| 4 de fevereiro | Tunísia                   | 2 – 3 (pro.) | Camarões                   | Estádio Desportivo Alhaji Aliu Mahama, Tamale |
| 20:30          | Saada 35' · Chikhaoui 80' | Relatório    | Mbia 18', 93' · Geremi 27' | Público: 20,000 Árbitro: MLI Koman Coulibaly  |

### Semifinais
| 7 de fevereiro | Gana | 0 – 1     | Camarões  | Estádio Desportivo de Acra, Acra                  |
| 17:00          |      | Relatório | Nkong 72' | Público: 40,000 Árbitro: MAR Abderrahim El Arjoun |

| 7 de fevereiro | Costa do Marfim | 1 – 4     | Egito                                        | Estádio Desportivo Baba Yara, Kumasi      |
| 20:30          | Keïta 63'       | Relatório | Fathy 12' · Zaki 61', 67' · Aboutreika 90+1' | Público: 45,000 Árbitro: SEY Eddy Maillet |

### Terceiro lugar
| 9 de fevereiro | Gana                                                     | 4 – 2     | Costa do Marfim | Estádio Desportivo Baba Yara, Kumasi      |
| 17:00          | Muntari 10' · Owusu-Abeyie 73' · Agogo 80' · Dramani 85' | Relatório | Sanogo 24', 32' | Público: 45,000 Árbitro: RSA Jerome Damon |

### Final
| 10 de fevereiro | Camarões | 0 – 1     | Egito          | Estádio Desportivo de Acra, Acra          |
| 17:00           |          | Relatório | Aboutreika 76' | Público: 50 000 Árbitro: BEN Coffi Codjia |

| Camarões | Egito |

| G              | 1  | Carlos Kameni         |     |     |
| LD             | 8  | Geremi Njitap         |     |     |
| Z              | 4  | Rigobert Song (c)     |     |     |
| Z              | 6  | Benoit Angbwa         |     |     |
| LE             | 5  | Timothée Atouba       | 62' |     |
| V              | 15 | Alex Song             |     | 17' |
| V              | 19 | Stephane Mbia         |     | 65' |
| M              | 14 | Joël Epalle           |     |     |
| M              | 10 | Achille Emana         |     | 56' |
| A              | 12 | Alain N'Kong          |     |     |
| A              | 9  | Samuel Eto'o          |     |     |
| Substituições: |    |                       |     |     |
| V              | 2  | Gilles Augustin Binya |     | 17' |
| A              | 17 | Mohammadou Idrissou   |     | 56' |
| M              | 7  | Modeste M'bami        |     | 65' |
| Treinador:     |    |                       |     |     |
| Otto Pfister   |    |                       |     |     |

| G              | 1  | Essam El-Hadary   |     |     |
| Z              | 20 | Wael Gomaa        |     |     |
| Z              | 6  | Hani Said         |     |     |
| Z              | 5  | Shady Mohamed     |     |     |
| LD             | 7  | Ahmed Fathy       |     |     |
| V              | 17 | Ahmed Hassan (c)  | 87' |     |
| V              | 8  | Hosny             |     |     |
| LE             | 14 | Sayed Moawad      |     |     |
| A              | 22 | Mohamed Aboutrika |     | 90' |
| A              | 10 | Emad Moteab       |     | 60' |
| A              | 19 | Amr Zaki          |     | 85' |
| Substituições: |    |                   |     |     |
| A              | 9  | Mohamed Zidan     |     | 60' |
| M              | 11 | Mohamed Shawky    |     | 85' |
| Z              | 2  | Mahmoud Fathallah |     | 90' |
| Treinador:     |    |                   |     |     |
| Hassan Shehata |    |                   |     |     |

Árbitros assistentes:
Celestin Ntagungira (Ruanda)

Enock Molefe (África do Sul)

## Artilharia
| 5 gols - CMR Samuel Eto'o 4 gols - ANG Manucho - EGY Amr Zaki - EGY Hosny Abd Rabo - EGY Mohamed Aboutreika 3 gols - CMR Stephane Mbia - CIV Abdul Kader Keïta - CIV Boubacar Sanogo - CIV Didier Drogba - CIV Salomon Kalou - GHA Junior Agogo - MAR Soufiane Alloudi 2 gols - CMR Joseph-Desire Job - EGY Mohamed Zidan - GHA Michael Essien - GHA Sulley Ali Muntari - GUI Pascal Feindouno - NAM Brian Brendell | 2 gols (cont.) - NGA Yakubu Aiyegbeni - RSA Elrio van Heerden - TUN Chaouki Ben Saada - TUN Francileudo dos Santos - ZAM Chris Katongo 1 gol - ANG Flávio Amado da Silva - BEN Razak Omotoyossi - CMR Achille Emana - CMR Alain Nkong - CMR Geremi Njitap - CIV Aruna Dindane - CIV Bakari Koné - CIV Marc Zoro - CIV Yaya Touré - EGY Ahmed Fathy - GHA Asamoah Gyan - GHA Quincy Owusu-Abeyie - GHA Sulley Muntari - GUI Ismaël Bangoura | 1 gol (cont.) - GUI Oumar Kalabane - GUI Souleymane Youla - MLI Frédéric Kanouté - MAR Abdeslam Ouaddou - MAR Hicham Aboucherouane - MAR Monsef Zerka - MAR Tarik Sektioui - NGA John Obi Mikel - RSA Katlego Mphela - SEN Abdoulaye Diagne-Faye - SEN Diomansy Kamara - SEN Henri Camara - SEN Moustapha Bayal Sall - TUN Issam Jemâa - TUN Mejdi Traoui - TUN Yassine Chikhaoui - ZAM Felix Katongo - ZAM Jacob Mulenga - ZAM James Chamanga |

Gols contra
- SUD Mohamed Ali Khider (para os  Camarões)

## Premiações
Campeões
| Campeonato Africano das Nações de 2008 |
| -------------------------------------- |
| EGIPTO Campeão (6º título)             |

Nomeações
| Prémio MTN Melhor Jogador: | Prémio MTN Melhor Jogador Jovem: | Prémio MTN Melhor Golo                                     | Prémio Pepsi Melhor Marcador |
| -------------------------- | -------------------------------- | ---------------------------------------------------------- | ---------------------------- |
| EGY Hosny Abd Rabu         | CMR Alexandre Song               | EGY Mohamed Zidan (jogo contra os Camarões para o Grupo C) | CMR Samuel Eto'o (5 golos)   |

Selecção da Copa
Ao final da competição uma equipa da CAF selecionou o onze da copa:
| Guarda-Redes        | Defesas                                                                    | Médios                                                                       | Avançados                |
| ------------------- | -------------------------------------------------------------------------- | ---------------------------------------------------------------------------- | ------------------------ |
| EGY Essam El-Hadary | CMR Geremi Njitap EGY Wael Gomaa GHA Michael Essien GHA Sulley Ali Muntari | CIV Yaya Touré CMR Alexandre Song EGY Hosny Abd Rabou EGY Mohamed Aboutreika | EGY Amr Zaki ANG Manucho |

Foram ainda escolhidos sete substitutos:
- GHA Richard Kingson
- EGY Hany Saïd
- EGY Ahmed Fathy
- TUN Frej Saber
- CMR Stephane Mbia
- CIV Didier Drogba
- CIV Abdul Kader Keïta

## Efeitos económicos no Gana

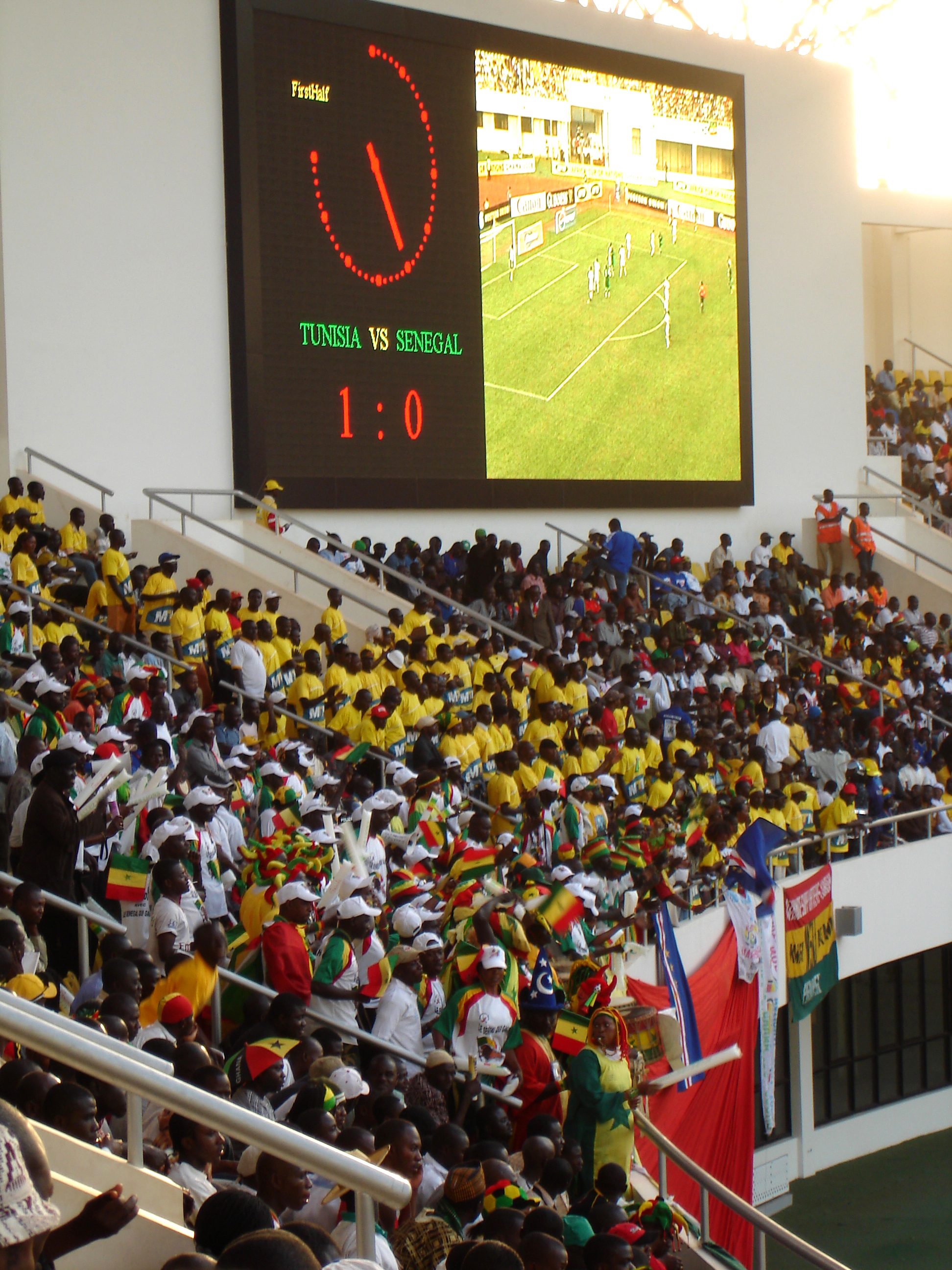
Público durante a partida entre Tunísia e Senegal em Tamale

O Campeonato Africano das Nações tem-se tornado ao longo dos anos uma competição que está a atrair a atenção geral de cada vez mais pessoas.
O Gana que festejou em 2007 cinquenta anos da sua independência, investiu em quatro fases com a construção de estádios de estádios em Tamale e Sekondi-Takoradi (com a ajuda de empresas chinesas) e a reabilitação dos estádios em Acra e Kumasi.
São esperados cerca de um milhão de visitantes, permitindo que a economia local cresça por meio da hotelaria e comércio.
Além disso, são esperados um bilião de espectadores (as nações qualificadas deverão pagar cerca de um milhão de euros para poderem transmitir todos os jogos, enquanto as nações não qualificadas pagaram metade desta soma - 500.000 euros), é pois, vital para o Gana mostrar um resultado positivo, e melhorar com isso as condições de vida dos seus habitantes onde a água potável e electricidade continuam a ser um luxo.
Outras preocupações são o dispositivo de segurança implementado no país com uma presença militar e policial reforçadas em torno da  competição.